# NoViolet Bulawayo
NoViolet Bulawayo, nom de plume d’Elizabeth Zandile Tshele, née le 12 octobre 1981 à Tsholotsho, est une auteure zimbabwéenne.

## Biographie
NoViolet Bulawayo a grandi au Zimbabwe et fait ses études secondaires à la Njube High School, puis à la Mzilikazi High School, avant de partir aux États-Unis, au Kalamazoo Valley Community College (en), puis à la Texas A&M University–Commerce (université du « système » Texas A&M, comme la Texas A&M University) et à l'Université méthodiste du Sud (bachelor et master en langue anglaise). En 2010, elle termine un master de création littéraire à l'université Cornell ; elle y reçoit une bourse du Truman Capote Literary Trust. En 2012, elle bénéficie d'une bourse Stegner (en) (université Stanford).
En 2011, elle reçoit le prix Caine pour sa nouvelle Hitting Budapest. En 2013 paraît son premier roman, Il nous faut de nouveaux noms (We Need New Names) ; il est sélectionné pour le prix Booker (c'est la première fois qu'un roman écrit par une femme africaine est retenu) ; il lui vaut le prix Etisalat (en) (2013) et le PEN Award de la fondation Hemingway (2014).

## Œuvres

### Romans
- Il nous faut de nouveaux noms, Gallimard, coll. « Du monde entier », 2014 ((en) We Need New Names, 2013), trad. Stéphanie Levet  (ISBN 978-2-07-014026-8)
- Glory, Autrement, 2023 ((en) Glory, 2022), trad. Claro  (ISBN 978-2-08-041811-1)

### Nouvelles
- (en) Snapshots, 2009Publié dans le recueil New Writing from Africa 2009 (sous la direction de John Maxwell Coetzee)
- (en) Hitting Budapest, 2010Publié dans la Boston Review

## Distinctions
- Finalistes du prix Les Afriques 2024[4]